# Celownik ramieniowy

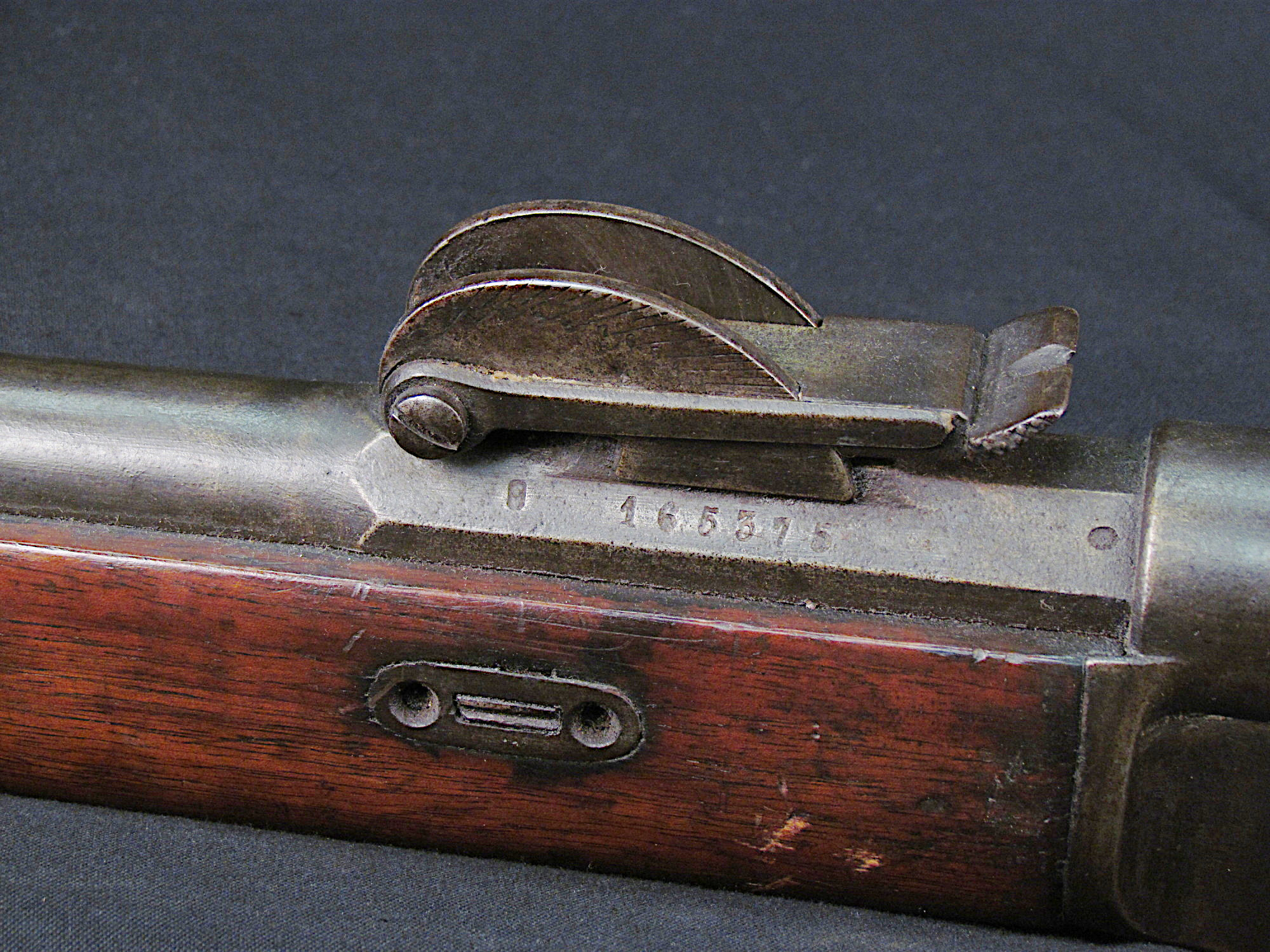
Celownik ramieniowy

Celownik ramieniowy – mechaniczny celownik strzelecki, w którym szczerbinka (lub przeziernik) umieszczone są na końcu unoszonego na zawiasie ramienia, a podstawa celownika posiada wysokie ścianki boczne wyposażone w serię wyżłobień (zębów).
Nastawę reguluje się zatrzaskiem znajdującym się na ramieniu celownika, poprzez przestawienie go na odpowiednią parę wyżłobień na ściankach podstawy. Powoduje to podniesienie lub obniżenie ramienia ze szczerbinką/przeziernikem względem osi lufy. Najczęściej wyżłobienia mają postać zębów na wewnętrznej stronie ścianek, natomiast na ich zewnętrznej stronie znajdują się opisane nastawy. Celowniki ramieniowe stosowane były na przełomie XIX i XX wieku w karabinach, po czym zostały wyparte przez inne typy celowników mechanicznych.